# Сант-Иларио-д’Энца
Сант-Иларио-д’Энца (итал. Sant'Ilario d'Enza) — коммуна в Италии, в провинции Реджо-нель-Эмилия области Эмилия-Романья.
Население составляет 10 483 человека (2008), плотность населения составляет 524 чел./км². Занимает площадь 20 км². Почтовый индекс — 42049, 42040. Телефонный код — 0522.
Покровительницей коммуны почитается святая Евлалия, празднование 10 декабря.

## Демография
Динамика населения:

## Администрация коммуны
- Официальный сайт: http://www.comune.santilariodenza.re.it